# 육아종 아메바성 뇌염
육아종 아메바성 뇌염(granulomatous amoebic encephalitis; GAE)은 특정 종의 자유생활형 아메바, 특히 가시아메바와 발라무트아메바에 의해 발생하는 중추신경계 질환이다.
발라무트아메바가 병원체일 경우에는 발라무트아메바성 뇌염(balamuthia amoebic encephalitis; BAE)이라고도 한다.
아직까지 충분히 많은 환자가 존재하지 않았기에 GAE는 명확한 정의가 없다. 마비, 간질 등이 나타나며, 교종 등 다른 신경질환을 동반할 수 있다. 다른 뇌질환과 동반될 경우 GAE 진단이 늦춰질 수 있다. 이런 병증은 아메바가 뇌조직에 염증성 괴사를 일으켜서 발생한다.
GAE 유발 아메바에 감염되었는지 여부를 알려면 뇌생체조직검사를 해야 한다. 현미경으로 조직을 살펴보면 아메바의 낭포와 영양체가 관찰된다.
치료는 케토코나졸, 미코나졸, 플루시토신, 펜타미딘 등 항진균제를 투입해 이루어진다. 하지만 치료가 이루어져도 생존률은 낮다. 생존자는 극히 드물며, 보고된 모든 생존자는 영구적 신경인지장애를 얻었다.

## 같이 보기
- 원발성 아메바성 수막뇌염